# Aprasia picturata
Aprasia picturata är en ödleart som beskrevs av Smith och Henry 1999. Aprasia picturata ingår i släktet Aprasia och familjen fenfotingar. Inga underarter finns listade i Catalogue of Life.
Arten förekommer i delstaten Western Australia i Australien. Honor lägger ägg.